# Bufonul Don Ioan de Austria
Bufonul numit Don Ioan of Austria este o pictură realizată în ulei pe pânză de către artistul spaniol Diego Velázquez în perioada 1632-1633. Acesta reprezintă portretul bufonului Don Ioan de Austria. Acum se află în muzeul Prado din Madrid. Subiectul său a fost un bufon aflat la curtea lui Filip al IV-lea al Spaniei, din 1624 până în 1654, care a apărut în comediile curții în fața unor personaje importante ale acesteia. Numele real al personajului nu este cunoscut, dar a ajuns să fie poreclit după Ioan al Austriei, fiul lui Carol al V-lea, cunoscut pentru victoria sa la Lepanto. Este prezentat îmbrăcat în haina unui general, este înconjurat de căști abandonate, armuri și arme și cu un fragment dintr-o scenă de luptă de la Lepanto în fundal.
A fost realizat în Torre de la Parada, o logie de vânătoare de la marginea Madridului, în Sierra de Guadarrama, lângă El Pardo. În jurul anilor 1635-40, această logie a fost unul dintre principalele proiecte arhitecturale ale lui Filip al IV-lea, deoarece a fost un mare susținător al vânătoarii, care dorea să se odihnească în timpul lung petrecut pentru această distracție. Celelalte case ale sale au fost Palacio del Buen Retiro (1701-16), Palatul Regal din Madrid (1772-1816) și Real Academia de Bellas Artes de San Fernando (1816-1827), înainte de a fi mutată în cele din urmă la Prado în 1827.